# بلدة كولومبوس (مقاطعة كلير سانت)
كولومبوس، مقاطعة كلير سانت (بالإنجليزية: Columbus Township, St. Clair County, Michigan)‏ هي بلدة تقع بولاية ميشيغان في الولايات المتحدة. تبلغ مساحتها 96.4 (كم²)، وترتفع عن سطح البحر 204 م، بلغ عدد سكانها 4615 نسمة في عام تعداد الولايات المتحدة 2000 حسب إحصاء مكتب تعداد الولايات المتحدة وتصل الكثافة السكانية فيها 48 نسمة/كم2.

## وصلات خارجية
- - The US50 - Cities and Towns in Michigan State
- Michigan Cities and Towns, Facts, Map, Flag, Colleges, Government, and More